# Karin von Arronet
Elisabeth Karin von Arronet (* 26. Juni 1917 in Reval, Russland; † 16. Mai 2006 in Nieblum auf Föhr) war eine deutsch-baltische Kunstmalerin, Grafikerin und Kunstlehrerin.

## Leben
Karin von Arronet war die Tochter von Maximilian von Arronet und dessen Ehefrau Dorothea von Arronet.
Sie besuchte die Kunstschule in Reval (heute Tallinn) und wurde dort zur Kunstmalerin und Grafikerin ausgebildet. In der Folgezeit schuf sie Tierplastiken aus Ton und lebte während der Zeit des Zweiten Weltkrieges in Estland und Berlin. Sie belegte Kurse in Tier- und Aktzeichnen sowie in freier Malerei an der Hochschule der Bildenden Künste in Berlin.
Nach 1945 lebte sie anfangs bei ihren Eltern in Nieblum und seit 1950 in Stockholm; dort ließ sie sich zur Beschäftigungstherapeutin ausbilden. Ab 1967 arbeitete sie in Montreal in Kanada als Kunsterzieherin. Dort belegte sie Grafikkurse an der Sir George Williams Universität und beteiligte sich an Grafikausstellungen.
1973 kehrte sie nach Föhr zurück und war bis 1982 als Lehrerin an der dortigen Schule für geistig Behinderte tätig; anschließend arbeitete sie als freischaffende Künstlerin. Jährlich fanden Einzelausstellungen in Nieblum statt sowie die Einzelausstellung Aquarelle im Watt im Nissenhaus in Husum.
Neben Landschaftsbildern mit Motiven von der Inselwelt malte sie farbexpressive Tierbilder.

## Werke (Auswahl)
- Im Hafen von Wyk auf Föhr (Privatbesitz).
- Fries im Kreiskrankenhaus Wyk auf Föhr.
- Fries im Brücke-Zentrum in Oldsum auf Föhr.

## Mitgliedschaften
- Ab 1979 war Karin von Arronet Mitglied der Deutschen Ornithologen-Gesellschaft.